# Alto Baudó
Alto Baudó è un comune della Colombia facente parte del dipartimento di Chocó.
L'istituzione del comune è del 25 novembre 1958, dalla separazione in tre entità amministrative distinte del preesistente comune di Baudó.